# Albert Callier
Albert Philippe Henri François Callier (Gent, 11 februari 1846 - aldaar, 13 november 1920) was een Belgisch hoogleraar, uitgever en politicus voor de Liberale Partij.

## Levensloop
Callier was een zoon van de hoogleraar en schepen Gustave Callier (1819-1863) en van Stephanie Vandervin. Hij doorliep het secundair onderwijs aan het Koninklijk Atheneum van Gent. Vervolgens studeerde hij aan de Rijksuniversiteit Gent, alwaar hij in 1866 afstudeerde als doctor in de rechten en in 1972 als doctor in het modern recht.
Op 22 juni 1867 ging hij aan de slag als docent aan de faculteit recht en criminologie. Op 25 oktober 1873 werd hij aan deze faculteit buitengewoon hoogleraar en op 18 oktober 1878 gewoon hoogleraar. In 1874-'75 was hij decaan van deze faculteit en van 1879 tot 1885 was hij rector van de Rijksuniversiteit Gent.
In 1874 was hij medestichter (samen met zijn broer Hippolyte) van La Flandre Libérale, dat een leidinggevend liberaal opinieblad werd.
- Gemeinsame Normdatei: 1024485722
- Virtual International Authority File: 258600741
- WorldCat: E39PBJh4vdjWJkwgybhvdGjjYP